# Condado de St. Louis (Minnesota)
El condado de St. Louis (en inglés: St. Louis County), fundado en 1855 que recibe su nombre del río Saint Louis, es un condado del estado estadounidense de Minnesota. En el año 2000 tenía una población de 200.528 habitantes con una densidad de población de 12 personas por km². La sede del condado es Duluth.

## Geografía
Según la oficina del censo el condado tiene una superficie total de 17 767 km² (6859,8 mi²), de los que 16 123 km² (6225,1 mi²) son tierra y 1644 km² (634,7 mi²) (9,25%) son agua. Tiene orillas al río Minnesota y dispone de numerosos lagos.

### Condados adyacentes
- Distrito de Rainy River - norte
- Condado de Lake - este
- Condado de Douglas - sureste
- Condado de Carlton - sur
- Condado de Aitkin - suroeste
- Condado de Itasca - oeste
- Condado de Koochiching - noroeste

### Principales carreteras y autopistas
| - Interestatal 35 - Interestatal 535 - U.S. Autopista 2 - U.S. Autopista 53 - U.S. Autopista 169 - Carretera estatal 1 - Carretera estatal 23 - Carretera estatal 33 - Carretera estatal 37 | - Carretera estatal 39 - Carretera estatal 61 - Carretera estatal 73 - Carretera estatal 135 - Carretera estatal 169 - Carretera estatal 194 - Carretera estatal 210 - Carretera estatal CR-4 - Carretera estatal CR-13 |

### Espacios protegidos
En este condado se encuentran de modo parcial los siguientes espacios protegidos: Superior National Forest, Voyageurs National Park y Boundary Waters Canoe Area Wilderness.

## Demografía
Según el censo del 2000 la renta per cápita media de los habitantes del condado era de 36.306 dólares y el ingreso medio de una familia era de 47.134 dólares. En el año 2000 los hombres tenían unos ingresos anuales 37.934 dólares frente a los 24.235 dólares que percibían las mujeres. El ingreso por habitante era de 18.982 dólares y alrededor de un 12,10% de la población estaba bajo el umbral de pobreza nacional.

## Ciudades y pueblos
| - Aurora - Babbitt - Biwabik - Brookston - Buhl - Chisholm - Cook - Duluth - Ely - Eveleth - Floodwood - Gilbert - Hermantown | - Hibbing - Hoyt Lakes - Iron Junction - Kinney - Leonidas - McKinley - Meadowlands - Mountain Iron - Orr - Proctor - Tower - Virginia - Winton |

### Municipios
| - Municipio de Alango - Municipio de Alborn - Municipio de Alden - Municipio de Angora - Municipio de Arrowhead - Municipio de Ault - Municipio de Balkan - Municipio de Bassett - Municipio de Beatty - Municipio de Biwabik - Municipio de Breitung - Municipio de Brevator - Municipio de Camp 5 - Municipio de Canosia - Municipio de Cedar Valley - Municipio de Cherry - Municipio de Clinton - Municipio de Colvin | - Municipio de Cotton - Municipio de Crane Lake - Municipio de Culver - Municipio de Duluth - Municipio de Eagles Nest - Municipio de Ellsburg - Municipio de Elmer - Municipio de Embarrass - Municipio de Fairbanks - Municipio de Fayal - Municipio de Field - Municipio de Fine Lakes - Municipio de Floodwood - Municipio de Fredenberg - Municipio de French - Municipio de Gnesen - Municipio de Grand Lake - Municipio de Great Scott - Municipio de Greenwood | - Municipio de Halden - Municipio de Industrial - Municipio de Kabetogama - Municipio de Kelsey - Municipio de Kugler - Municipio de Lakewood - Municipio de Lavell - Municipio de Leiding - Municipio de Linden Grove - Municipio de McDavitt - Municipio de Meadowlands - Municipio de Midway - Municipio de Morcom - Municipio de Morse - Municipio de Ness - Municipio de New Independence - Municipio de Normanna - Municipio de North Star | - Municipio de Northland - Municipio de Owens - Municipio de Pequaywan - Municipio de Pike - Municipio de Portage - Municipio de Prairie Lake - Municipio de Rice Lake - Municipio de Sandy - Municipio de Solway - Municipio de Stoney Brook - Municipio de Sturgeon - Municipio de Toivola - Municipio de Van Buren - Municipio de Vermilion Lake - Municipio de Waasa - Municipio de White - Municipio de Willow Valley - Municipio de Wuori |

### Lugares designados por el censo
- Arnold
- Soudan
- Nett Lake

### Comunidades sin incorporar (Territorio no organizado)
| - Alborn - Angora - Ash Lake - Bassett - Bear River - Bengal - Birch Lake - Brimson - Britt - Burnett - Burntside - Buyck - Canyon - Celina - Central Lakes - Cherry | - Clover Valley - Cotton - Crane Lake - Culver - Cusson - Eldes Corner - Elmer - Embarrass - Fairbanks - Fermoy - Florenton - Forbes - Four Corners - French River - Gheen | - Gheen Corner - Glendale - Gowan - Greaney - Hay Lake - Idington - Independence - Island Lake - Janette Lake - Kabetogama - Keenan - Kelsey - Linden Grove - Makinen - Markham - McComber - McCormack - Meadow Brook | - Melrude - Munger - Nett Lake - Northeast St. Louis - Northwest St. Louis - Palmers - Palo - Payne - Peary - Petrel - Peyla - Potshot Lake - Prosit - Ramshaw - Robinson - Rollins - Saginaw - Sax | - Shaw - Sherman Corner - Side Lake - Silica - Skibo - Sand Lake - Sturgeon - Taft - Toivola - Twig - Vermilion Dam - Wakemup - Whiteface - Whiteface Reservoir - Wolf - Zim |